# Valle Westesson
Henrik Valdemar "Valle" Westesson, född 18 september 1974 i Lunds Allhelgonaförsamling, Malmöhus län, är en svensk komiker som arbetat med ståuppkomik, radio och tv. Han har även gett ut flera böcker och är värd i podden 100 balla ställen. Han är även utbildad guld-, silver- och järnsmed, och brukade driva en festbåt. Han arbetar med att driva ett cirkusvagnshotell i Malmö.

## Radio och TV
Westesson har bland annat ingått i redaktionen för Hej Domstol! i SR P3 (2003–2007). Han stod 2004 för samtidskommentarerna i Extra allts nyhetsblock "Studio 22" i SVT tillsammans med sina Hej Domstol!-kollegor Kalle Lind och Ola Norén. År 2007 skrev samma trio humorserien Hej rymden!, detta också för SVT.
Under våren 2009 deltog han i SVT-programmet Grillad. Tillsammans med Måns Nilsson stod han för manus och medverkan i det återkommande inslaget Johnny och fisken i humorshowen Gabba Gabba som sändes i Barnkanalen under våren 2010. Han var även en av programledarna i en senare säsong.
Han var med och startade humorsajten Rikets sal tillsammans med Jesper Rönndahl och Kristoffer Svensson. Där drev han bland annat "Mögelbloggen".
2014 och 2018 regisserade Westesson serien Spökpatrullen som gick på Barnkanalen i två säsonger.
2024 gjorde han tillsammans med Anders Johansson programmet Rostiga roadtrips i SVT där de köpte olika gamla bilar och åkte sedan tillsammans till det land där bilen en gång byggdes.

## Övriga verksamheter
2014–2023 ägde Westesson tillsammans med Linus Höök en i Malmö uppmärksammad partybåt kallad Blå Båten. Den kallades tidigare Blue Boat (en ordlek med det kända jazzklubbsnamnet Blue Note), och den används till både privata fester och framträdanden.
Westesson driver ett cirkusvagnshotell kallat Grand Circus Hotel, vilket invigdes den 10 maj 2019. Hotellet är beläget i de gamla lokstallarna i Kirseberg i Malmö. Sovrummen är cirkusvagnar i utkanten av lokstallarnas område.
Han har skrivit en bokserie om besöksvärda ställen i olika områden – fram till "100 balla ställen i Skåne",  "100 balla ställen i Köpenhamn" och "100 balla ställen i Stockholm" utkommit. De har uppdaterats i nya utgåvor och han startade en podd på samma tema; "100 balla ställen". Det har dessutom inspirerat till böckerna "100 balla ställen i Småland" och "100 balla ställen i Halland" av  Adam Bergman respektive Louise Åhslund.
Westesson är gift med scenografen Kajsa Hilton-Brown (1972). De har två barn födda 2005 och 2008.

## Tigeröra
Tigeröra var Westessons och Hilton-Browns sommartorp utanför Norra Sandby. Där ägde Tigeröra musikfest rum där bland annat Björns vänner, Dan Hylander, Billie the Vision and the Dancers, Jesper Rönndahl, Kalle Lind, Ola Norén, Saman Bakhtiari, Marcus Johansson och Fredrik Fritzson har uppträtt. Felix Holmgren gjorde dokumentärfilmen Tigeröra 2007 som skildrade första årets festival. Westessons och Hilton-Browns bröllop skedde också på denna platsen. Byggnadsvårdare menar att grunden till huset anlades på 1700-talet. 